# Ила (царь Израиля)
Ила, Эла, Ела (ивр. אֵלָה‎ [ˈe.le] — «дуб, сильный»; др.-греч. Ἠλά), сын Ваасы — 4-й царь Израиля после разделения царств, царствовал 2 года.
Ила гостил у дворцового управляющего Арцы (Арсы) в его столичном доме. Некто Замврий, командующий половиной царских колесниц, вошёл в его покои и убил царя, пока тот был сильно пьян, после чего сам провозгласил себя царём Израиля (3 Цар. 16:8—10). После чего, по словам Книги царств «И истребил Замврий весь дом Ваасы, по слову Господа, которое Он изрек о Ваасе чрез Иуя пророка, за все грехи Ваасы и за грехи Илы, сына его, которые они сами делали и которыми вводили Израиля в грех, раздражая Господа Бога Израилева своими идолами» (3 Цар. 16:12, 13).
О том, был ли сам Арца замешан в заговоре или оказался случайным свидетелем убийства, а равно и о его дальнейшей участи, Библия умалчивает.
Иосиф Флавий сообщает, что Замврий нанёс свой удар, когда армия, защищавшая царя, отсутствовала в битве при Гиббетоне.